# 29994 Zuoyu
A 29994 Zuoyu (ideiglenes jelöléssel (29994) 2000 AC61) a Naprendszer kisbolygóövében található aszteroida. A LINEAR projekt keretében fedezték fel 2000. január 4-én.